# Heterospilus languriae
Heterospilus languriae är en stekelart som först beskrevs av William Harris Ashmead 1893.  Heterospilus languriae ingår i släktet Heterospilus och familjen bracksteklar. Inga underarter finns listade i Catalogue of Life.